# Coupe de Luxembourg 1951-1952
La Coppa di Lussemburgo 1951-1952 è stata la 27ª edizione della coppa nazionale lussemburghese disputata tra l'11 novembre 1951 e il 25 maggio 1952 e conclusa con la vittoria del Red Boys Differdange, al suo nono titolo.

## Formula
Eliminazione diretta in gara unica.

### Qualificazione
| Squadra 1        | Risultato | Squadra 2      |
| ---------------- | --------- | -------------- |
| 11 novembre 1951 |           |                |
| Pétange          | 1 − 2     | Aris Bonnevoie |

### Turno preliminare
| Squadra 1                | Risultato  | Squadra 2             |
| ------------------------ | ---------- | --------------------- |
| 2 dicembre 1951          |            |                       |
| Alliance Dudelange       | 4 − 2      | Aris Bonnevoie        |
| Avenir Beggen            | 0 − 1      | Differdange           |
| Chiers Rodange           | 3 − 0      | Rapid Neudorf         |
| Fola Esch                | 2 − 1      | AS Schifflange        |
| Jeunesse Esch            | 1 − 2      | Racing Rodange        |
| Oberkorn                 | 2 − 4      | Red Boys Differdange  |
| Rumelange                | 1 − 2      | Progrès Niedercorn    |
| Sporting Bettembourg     | 1 − 4      | Blue Boys Muhlenbach  |
| The Belval Belvaux       | 7 − 1      | Red Black Pfaffenthal |
| The National Schifflange | 3 − 1      | Progrès Grund         |
| Union Luxembourg         | 3 − 3(dts) | US Dudelange          |

| Squadra 1                    | Risultato | Squadra 2        |
| ---------------------------- | --------- | ---------------- |
| 16 dicembre 1951 (Spareggio) |           |                  |
| US Dudelange                 | 7 − 0     | Union Luxembourg |

### Ottavi di Finale
| Squadra 1            | Risultato | Squadra 2                |
| -------------------- | --------- | ------------------------ |
| 6 gennaio 1952       |           |                          |
| Chiers Rodange       | 1 - 2     | The National Schifflange |
| US Dudelange         | 8 - 0     | Blue Boys Muhlenbach     |
| Progrès Niedercorn   | 2 - 1     | Racing Rodange           |
| Red Boys Differdange | 3 - 2     | Alliance Dudelange       |
| Red Star Merl        | 3 - 2     | Fola Esch                |
| Stade Dudelange      | 0 - 2     | Spora Luxembourg         |
| Tetange              | 2 - 0     | Differdange              |
| The Belval Belvaux   | 1 - 2     | Grevenmacher             |

### Quarti di finale
| Squadra 1          | Risultato | Squadra 2            |
| ------------------ | --------- | -------------------- |
| 3 febbraio 1951    |           |                      |
| Progrès Niedercorn | 3 − 2     | US Dudelange         |
| Spora Luxembourg   | 0 - 5     | Red Boys Differdange |

| Squadra 1        | Risultato  | Squadra 2                |
| ---------------- | ---------- | ------------------------ |
| 17 febbraio 1952 |            |                          |
| Grevenmacher     | 1 - 1(dts) | The National Schifflange |

| Squadra 1      | Risultato  | Squadra 2     |
| -------------- | ---------- | ------------- |
| 13 aprile 1952 |            |               |
| Tetange        | 2 - 2(dts) | Red Star Merl |

| Squadra 1                 | Risultato | Squadra 2    |
| ------------------------- | --------- | ------------ |
| 4 maggio 1952 (Spareggio) |           |              |
| Red Star Merl             | 3 - 1     | Tetange      |
| The National Schifflange  | 1 - 0     | Grevenmacher |

### Semifinali
| Squadra 1                | Risultato | Squadra 2            |
| ------------------------ | --------- | -------------------- |
| 11 maggio 1952           |           |                      |
| Progrès Niedercorn       | 2 − 4     | Red Star Merl        |
| The National Schifflange | 0 - 2     | Red Boys Differdange |

## Finale
| Lussemburgo (città) 25 maggio 1952, ore 15.30  | Red Boys Differdange | 1 – 0 | Red Star Merl | Stade de Luxembourg (2500 spett.) |
| \| \| \| \| \| Dodorico 59’ \| Marcatori \| \| |                      |       |               |                                   |
|                                                |                      |       |               |                                   |
| Dodorico 59’                                   | Marcatori            |       |               |                                   |

| Red Boys Differdange | Red Star Merl |

### Formazioni
| Red Boys Differdange |    |                  |  |     |  |
|                      |    |                  |  |     |  |
| POR                  | 1  | Théo Kemp        |  |     |  |
| DIF                  | 2  | Nicolas May      |  |     |  |
| DIF                  | 3  | Angelo Luciani   |  |     |  |
| DIF                  | 4  | Carino Vacchiani |  |     |  |
| DIF                  | 5  | Léon Spartz      |  |     |  |
| DIF                  | 6  | Raymond Orlando  |  |     |  |
| CEN                  | 7  | Primo Dodorico   |  | 59’ |  |
| CEN                  | 8  | Albert Bohr      |  |     |  |
| ATT                  | 9  | Octavio Dezi     |  |     |  |
| ATT                  | 10 | Werner Stein     |  |     |  |
| ATT                  | 11 | Paul Lux         |  |     |  |
| A disposizione:      |    |                  |  |     |  |
| Allenatore:          |    |                  |  |     |  |
| ?                    |    |                  |  |     |  |

| Red Star Merl   |    |                     |  |  |  |
|                 |    |                     |  |  |  |
| POR             | 1  | Auguste Delli Zotti |  |  |  |
| DIF             | 2  | Renzo Savani        |  |  |  |
| DIF             | 3  | Henri Kugener       |  |  |  |
| DIF             | 4  | Josy Mosar          |  |  |  |
| DIF             | 5  | René Muller         |  |  |  |
| DIF             | 6  | Volverio Zanuthin   |  |  |  |
| CEN             | 7  | Jean Gaspart        |  |  |  |
| CEN             | 8  | Vic Feller          |  |  |  |
| ATT             | 9  | François Muller     |  |  |  |
| ATT             | 10 | Enrico Zerman       |  |  |  |
| ATT             | 11 | Norbert Bernard     |  |  |  |
| A disposizione: |    |                     |  |  |  |
| Allenatore:     |    |                     |  |  |  |
| ?               |    |                     |  |  |  |